# 3311 Podobed
3311 Podobed (1976 QM1) là một tiểu hành tinh vành đai chính được phát hiện ngày 26 tháng 8 năm 1976 bởi N. Chernykh ở Nauchnyj.